# Слобозија (Броскауци)
Слобозија (рум. Slobozia) насеље је у Румунији у округу Ботошани у општини Броскауци. Oпштина се налази на надморској висини од 167 m.

## Становништво
Према подацима из 2002. године у насељу је живело 122 становника, од којих су сви румунске националности.